# DBase
dBase — семейство широко распространённых систем управления базами данных, а также язык программирования, используемый в них. Самая первая СУБД этого семейства называлась dBase II (см. dBase II) и была выпущена в 1980 году компанией Ashton-Tate под CP/M, позже появились версии для Apple II, Apple Macintosh, UNIX, VMS и IBM PC под DOS. Версия для PC вместе с пришедшими ей на смену dBase III и dBase IV были несколько лет одной из самых продаваемых программ. Долгое время dBase не портировали под Microsoft Windows, в результате чего в этой нише у программы оказались более сильные конкуренты — Paradox, Clipper, FoxPro и Microsoft Access.
В 1991 году компания Borland купила Ashton-Tate. В 1999 году все права на dBase перешли к новообразованной dBase Inc, которая в 2004 году сменила своё название на «dataBased Intelligence Inc».
Поскольку формат данных dBase не был закрытым, с середины 80-х множество компаний стало производить свои диалекты языка и версии системы. В результате появилось множество похожих на dBase программ — FoxPro (современная Visual FoxPro), Arago, Force, dbFast, Clipper, Xbase++, FlagShip, Recital, CodeBase, MultiBase, Harbour/xHarbour. Собирательно их всех именуют xBase.

## История создания
Инженер по имени Уэйн Рэтлифф, работавший по контракту с JPL, написал систему управления базой данных в соответствии со своим видением новых технологий. Создатель системы дал ей название «вулкан» и попытался продать ее, но результат оказался безуспешным, однако «Вулкан» привлек внимание Джорджа Тейта, бизнесмена, занимающегося программным обеспечением.
Исключенный из школы, молодой человек без специальности и особых планов на будущее стал легкой добычей армейских вербовщиков, и Джорджу Тейту пришлось отслужить в Военно-воздушных силах США, а затем, закончив их, он работал ремонтником радиоаппаратуры.
В 1974 году, воспользовавшись счастливым случаем, он в числе других энтузиастов приобрел компьютерный набор Altair для проведения совещаний.
Завершив сборку, Джордж Тейт осознал, что ему не хватает знаний в области компьютерных технологий.
Но энтузиазм оказался настолько сильным, что начинающий "казанщик" в конце концов не только овладел начатками компьютерной грамотности, но и стал отличным специалистом в этой области.
Более того, в те времена, чтобы владеть компьютером, необходимо было хорошо разбираться в радиоэлектронике, а растущая армия обычных пользователей была, мягко говоря, далека от "всей этой премудрости", поэтому у человека, занимающегося ремонтом радиоаппаратуры, были все возможности далеко продвинуться в этой области. Джордж Тейт начал подрабатывать ремонтом компьютеров, затем устроился продавцом в компанию, производящую компьютерные терминалы.
В 1980 году он и его друг Хэл Лэшли начали продавать программное обеспечение. Узнав о существовании малоизвестной на тот момент системы volcano, Тейт и Лэшли подписали контракт с Ratliff, который предоставлял им эксклюзивное право на распространение этой программы. Поскольку на тот момент на название "volcano" уже претендовала другая компания, партнеры решили назвать этот продукт по-другому.

## dBase II
Название «dBase II» предложил рекламный агент. По его мнению, оно звучало весьма респектабельно с технической точки зрения и, кроме того, содержало тонкий намек на то, что это некая новая и, видимо, улучшенная версия своего предшественника — системы dBase.
Конечно, никакого предшественника, который следовало бы улучшить, не было и в помине, однако система dBase II действительно имела ощутимые преимущества по сравнению с другими программами, ориентированными на решение данного класса задач.
В январе 1981 г. по всей стране началась шумная реклама этой системы, очень скоро ставшей новым «бестселлером». И почти столь же стремительно Рэтлифф, Лашли и Тейт пополнили все возрастающие ряды миллионеров, сделавших состояния на программном обеспечении.

## dBase III
dBase III и её расширенная версия dBase III+ появились в 1986 году. Снабженные
оригинальной средой разработки и некоторыми средствами манипуляции данными, они стали наиболее популярными СУБД для IBM PC. Успех dBase III+ предопределил появление на рынке многочисленных клонов и языков программирования, объединённых прижившимся среди профессионалов понятием «xBase». Значительного успеха добилась компания Fox Software, Inc., выпустившая собственную версию СУБД под названием FoxBase. В её состав входил псевдокомпилятор, значительно ускорявший работу финального приложения, и достаточно комфортная (для того времени) среда разработки. Преимущества FoxBase быстро выдвинули её в первые ряды коммерческих СУБД, однако с появлением в 1987 году компилятора Clipper Summer’87 именно он стал основным средством разработчиков-профессионалов.

## dBase IV
dBase IV была первоначально выпущена фирмой Ashton-Tate в 1988 году, с 1991 года продукт был выкуплен Borland inc

## dBASE Mac
dBase Mac - это система управления базами данных для Apple Macintosh, выпущенная компанией Ashton-Tate в 1987 году. Хотя графический интерфейс хвалили в прессе, приложение было настолько медленным, что стало "подобием шутки в отрасли". 
Продажи были крайне низкими, и Ashton-Tate в конце концов решила отказаться от dBase Mac и вместо этого перенести dBase IV на Mac с интерфейсом, похожим на DOS. Затем продукт был продан ряду сторонних разработчиков, но они не имели большого успеха, и он исчез с рынка в середине 1990-х годов.

## Язык программирования dBase
Для работы с данными dBase предоставила подробные процедурные команды и функции для:
1. Открытия и просмотра записей в файлах данных (например, USE, SKIP, GO TOP, GO BOTTOM и GO RECNO);
2. Управления значениями полей (REPLACE и STORE);
3. Управления текстовыми строками (например, STR() и SUBSTR());  
4. Управления числами и датами (например, CHECK_DATE(), CHECKNMBR()) 
dBase - это язык разработки приложений и интегрированная навигационная система управления базами данных, которую Эштон-Тейт назвал "реляционной", но она не соответствовала критериям, определенным реляционной моделью доктора Эдгара Ф. Кодда. В нем использовалась архитектура интерпретатора среды выполнения, которая позволяла пользователю выполнять команды, вводя их в командной строке "dot prompt". Аналогичным образом программные скрипты (текстовые файлы с расширениями .PRG) запускались в интерпретаторе (с помощью команды DO). Программы dBase были просты в написании и тестировании; человек, не имеющий опыта программирования, мог разрабатывать приложения. Со временем конкуренты Ashton-Tate представили так называемые продукты-клоны.